# Linkbelt Oval
Linkbelt Oval – stadion sportowy znajdujący się w Aiwo, na wyspie Nauru. Obecnie jest to jedyny działający tego typu obiekt w Republice Nauru. Nazywany jest również Aida Oval z powodu organizacji sportowej Aida, która organizuje tutaj rozgrywki oraz treningi. Stadion został zbudowany przez Nauruańską Korporację Fosforytową i może pomieścić około 3000 osób.